# 阿岛鸭
，是雁形目鸭科的一种鸟类。

## 分布
已灭绝；以前分布在阿姆斯特丹岛和圣保罗岛；最后一次被发现是在1793年。